# Perdita punctifera
Perdita punctifera är en biart som beskrevs av Cockerell 1914. Perdita punctifera ingår i släktet Perdita och familjen grävbin. Inga underarter finns listade i Catalogue of Life.